# 成就院 (加須市)
成就院（じょうじゅいん）は、埼玉県加須市にある真言宗智山派の寺院。

## 歴史
江戸時代前期、金窓妙円大姉の開基である。金窓妙円大姉は村民の増田次左衛門の母である。同市正能の龍花院の末寺である。「成就院」という院号の由来は洪水防止のための堤防が完成（成就）したことによる。
境内には、板碑が残されてる。当地は武蔵七党の野与党の道智氏の根拠地であり、この板碑は道智氏に関連するものとみられている。

## 交通アクセス
- 路線バス関根停留所より徒歩32分。